# Ina Claire
Ina Claire (Washington, 15 de octubre de 1893 – San Francisco, de California, 21 de febrero de 1985) fue una actriz teatral y cinematográfica estadounidense.

## Biografía

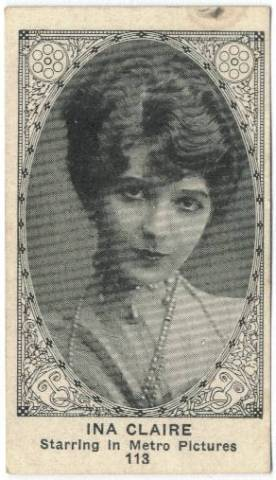
Ina Clare en una tarjeta cinematográfica de 1922.

Su verdadero nombre era Ina Fagan, y nació en Washington D. C.. Claire empezó su carrera en el vodevil, y trabajó en Broadway en los musicales Jumping Jupiter y The Quaker Girl (ambos en 1911) y Lady Luxury. También trabajó en obras representadas en Broadway de algunos de los dramaturgos más importantes de las décadas de 1920, 1930 y 1940, incluyendo sus papeles como Jerry Lamarr en la pieza de Avery Hopwood The Gold Diggers (1919), el de Mrs. Cheyney en The Last of Mrs. Cheyney (obra de Frederick Lonsdale, 1925), Lady George Grayston en Our Betters (Nuestros Superiores) (de William Somerset Maugham, 1928), y Enid Fuller en The Fatal Weakness, de George Kelly. 
Su última actuación teatral fue como Lady Elizabeth Mulhammer en la pieza de T. S. Eliot The Confidential Clerk (1954). Estuvo muy identificada con las altas comedias de Samuel Nathaniel Behrman, interpretando los primeros papeles femeninos en tres de ellas: Biography (1934), End of Summer (1936), y The Talley Method (1941).
El segundo marido de Claire fue el actor cinematográfico John Gilbert. 
Claire fue incluida en el American Theatre Hall of Fame y tiene una estrella en el Paseo de la Fama de Hollywood.
Ina Claire falleció en San Francisco (California) en 1985, a causa de un ataque cardiaco. Fue enterrada en el Cementerio Mount Olivet de Salt Lake City, Utah.

## Filmografía
- The Wild Goose Chase (1915)
- The Puppet Crown (1915)

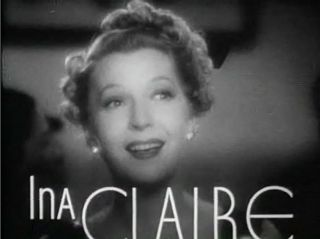
Presentación de la actriz en el reclamo de Ninotchka (1939).

- National Red Cross Pageant (1917)
- Polly with a Past (1920)
- The Awful Truth (1929)
- The Royal Family of Broadway (1930)
- Rebound (1931)
- The Greeks Had a Word for Them (1932)
- Ninotchka (1939)
- Claudia (1943)

## Galería

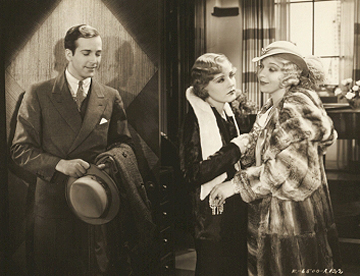
David Manners, Madge Evans e Ina Claire en la película de 1932 The Greeks Had a Word for Them, de Lowell Sherman.
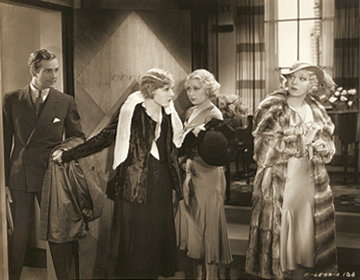
David Manners, Madge Evans, Joan Blondell e Ina Claire en la misma película.
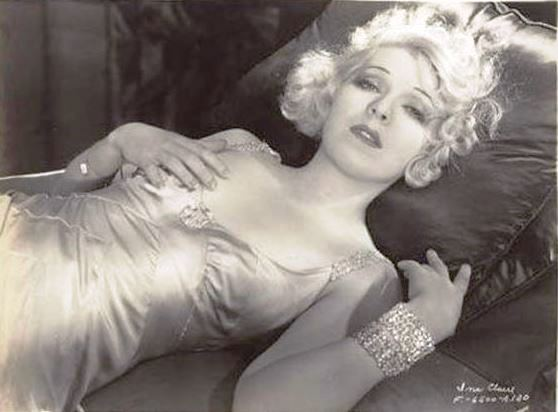
Ina Claire en la misma película.
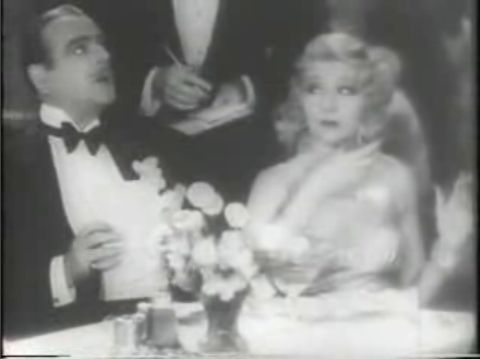
Ina Claire en la misma película.